# Podoscypha involuta
Podoscypha involuta är en svampart som först beskrevs av Johann Friedrich Klotzsch, och fick sitt nu gällande namn av Imazeki 1952. Podoscypha involuta ingår i släktet Podoscypha och familjen Meruliaceae.   Inga underarter finns listade i Catalogue of Life.